# Dlouhá Ves (Truskovice)
Dlouhá Ves je malá vesnice, část obce Truskovice v okrese Strakonice v Jihočeském kraji. Nachází se asi jeden kilometr západně od Truskovic. Je zde evidováno 7 adres. V roce 2011 zde trvale žilo šestnáct obyvatel.
Dlouhá Ves leží v katastrálním území Truskovice o výměře 6,22 km².

## Historie
První písemná zmínka o vesnici pochází z roku 1790.

## Obyvatelstvo
| Rok            | 1869 | 1880 | 1890 | 1900 | 1910 | 1921 | 1930 | 1950 | 1961 | 1970 | 1980 | 1991 | 2001 | 2011 | 2021 |
| -------------- | ---- | ---- | ---- | ---- | ---- | ---- | ---- | ---- | ---- | ---- | ---- | ---- | ---- | ---- | ---- |
| Počet obyvatel | 50   | 45   | 39   | 35   | 28   | 31   | 21   | 17   | 18   | 21   | 10   | 12   | 15   | 16   | 15   |
| Počet domů     | 4    | 6    | 6    | 5    | 6    | 4    | 4    | 5    | 5    | 6    | 6    | 5    | 11   | 11   | 7    |

## Obecní správa
Při sčítání lidu v letech 1850–1961 Dlouhá Ves byla osadou obce Truskovice, se kterým patřila nejprve do okresu Prachatice, ale v roce 1950 v okrese Vodňany. V letech 1961–1990 byla částí obce Chelčice v okrese Strakonice. Od 24. listopadu 1990 je opět částí obce Truskovice v okrese Strakonice.

## Osobnosti
- V Dlouhé Vsi se narodil Jan Ignác Dlouhoveský z Dlouhé Vsi (1638–1701), náboženský spisovatel a barokní český vlastenec, světící biskup pražský.